# Supía (ort)
Supía är en ort i Colombia.   Den ligger i departementet Caldas, i den centrala delen av landet, 200 km nordväst om huvudstaden Bogotá. Supía ligger 1 167 meter över havet och antalet invånare är 12 784.
Terrängen runt Supía är bergig åt nordost, men åt sydväst är den kuperad. Runt Supía är det ganska tätbefolkat, med 239 invånare per kvadratkilometer. Närmaste större samhälle är Riosucio, 6,8 km sydväst om Supía. Omgivningarna runt Supía är en mosaik av jordbruksmark och naturlig växtlighet.